# Destino de mujer
Destino de mujer é uma telenovela venezuelana exibida em 1997 pela Venevisión.

## Elenco
- Sonya Smith - Mariana Oropeza
- Jorge Reyes - Víctor Manuel Santana
- Lupita Ferrer - Aurora
- Tatiana Capote - Giselda
- Pedro Lander - Ramon
- Gabriela Vergara - Vanessa
- Carlos Humberto Camacho - Luis Miguel
- Raúl Amundaray - Artemio
- Henry Galué - Alfredo
- Yajaira Orta - Lucrecia
- Carmen Julia Álvarez - Caridad
- Chony Fuentes - Irma